# Automotrice ALn DAP
L'automotrice ALn DAP, nota anche come ALn 663 DAP, è un rotabile ferroviario italiano con caratteristiche particolari derivato dalle ALn 663. La sigla DAP è l'acronimo di Dipartimento Amministrazione Penitenziaria.

## Caratteristiche
Le automotrici erano gestite dalle Ferrovie dello Stato per conto del Ministero di Grazia e Giustizia, che le acquistò nel 1996 per il trasporto dei detenuti. Per questo loro uso particolare, a differenza delle normali ALn 663, erano prive di intercomunicanti e dotate di corazzatura e di vetri blindati.
Affidate per la condotta a un gruppo di macchinisti del Genio Ferrovieri, dal 2005 sono state accantonate atte al servizio nel Deposito Locomotive di Bologna Centrale.
Nel 2020 è stata effettuata la vendita delle 5 ALn.